# Eva Hedwig Ingeborg Potztal
Profª. Dra. Eva Hedwig Ingeborg Potztal (22 de diciembre de 1924 - 2 de julio de 2000) fue una botánica alemana. Era hija del Inspector de Gobierno Wilheim Potztal y su esposa Hedwig Sänger.
Fue una destacada profesora en la Universidad de Berlín. Fue durante largo tiempo directora de las colecciones públicas del Museo y Jardín Botánico de Berlín. Trabajó intensamente con las familias Asteraceae, y Poaceae.

## Algunas publicaciones
- eva h. ingeborg Potztal. 1950.Anatomisch-systematische Untersuchungen an Helictotrichon u. Arrhenatherum

### Libros
- max Burret; eva h. ingeborg Potztal. 1956.Systematische Übersicht über die Palmen. En Willdenowia

- ----------------, --------------------------------. 1956. Miscellaneous Papers on Palms. Ed. Botanische Garten und Museum

- La abreviatura «Potztal» se emplea para indicar a Eva Hedwig Ingeborg Potztal como autoridad en la descripción y clasificación científica de los vegetales.[2]